# Bombax
El género Bombax, los árboles de algodón de seda, comprende ocho especies nativas de las zonas tropicales del sur de Asia, norte de Australia y  África. Otros nombres comunes son: semul, simul, simal, árboles de algodón rojo  o árboles  kapok de la India. Comprenden 171 especies descritas y de estas solo 7 aceptadas.

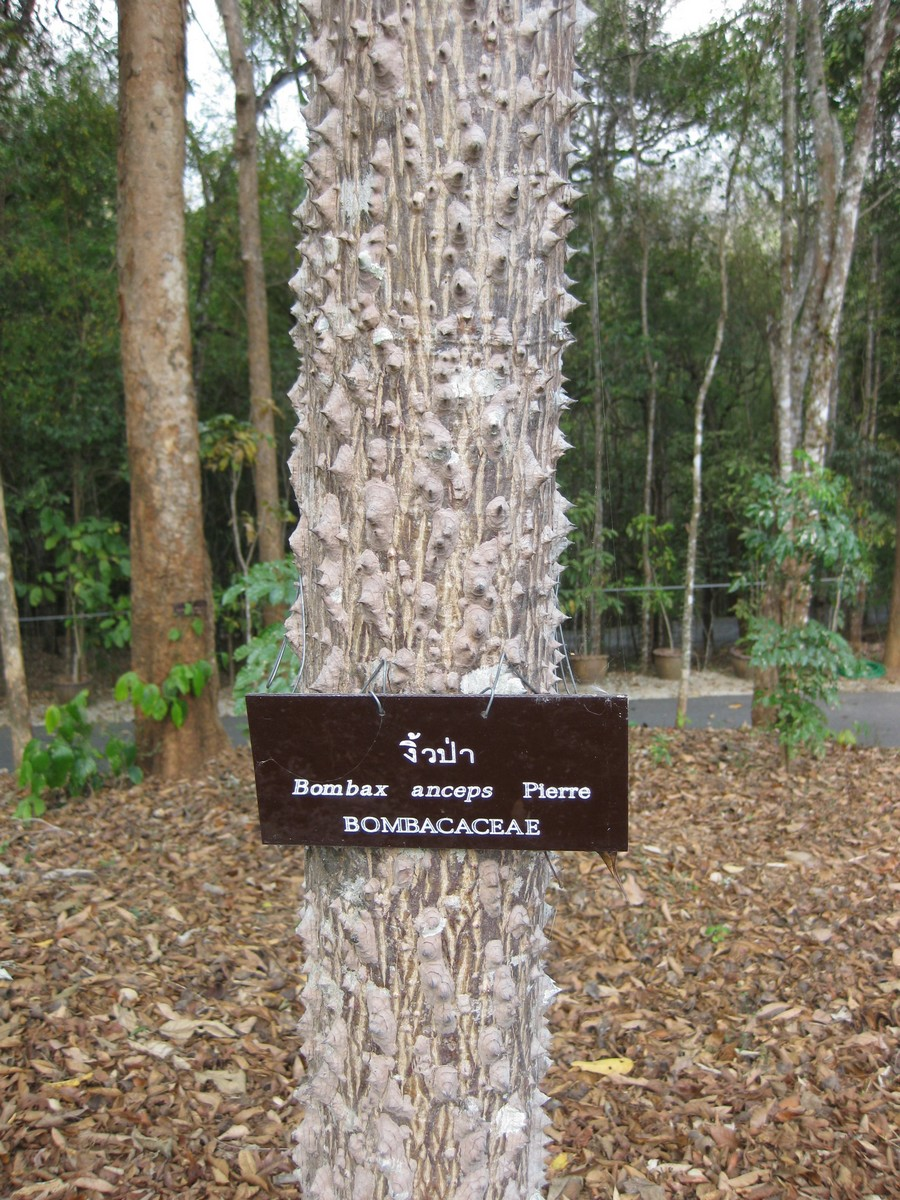
Bombax anceps

## Descripción
Los árboles del género Bombax son de los árboles de mayor porte que se encuentran en sus respectivas regiones, alcanzando de 30 a 40 metros de altura con troncos de 3 metros de diámetro. Las hojas son caducas, cayéndose en la época seca, miden de 30 a 50 cm de diámetro, palmeadas, con 5 a 9 divisiones de hojas más pequeñas. Producen flores rojas entre enero y marzo, que maduran dando lugar a unas cáscaras que contienen fibra, similar a kapok (Ceiba pentandra) y al  algodón, no obstante estas fibras son más cortas que las del algodón.
Se plantan en jardines y también en la reforestación de las áreas aclaradas de selva.

## Ecología
Las especies del género Bombax son plantas en las que se alimentan las larvas de algunas especies de  Lepidoptera incluidas las barrenadoras de hojas Bucculatrix crateracma que se alimentan exclusivamente de las hojas de Bombax ceiba.

## Taxonomía
El género fue descrito por Carlos Linneo y publicado en Species Plantarum 1: 511. 1753.

## Especies aceptadas
- Bombax albidum Gagnep.
- Bombax anceps Pierre
- Bombax blancoanum A.Robyns
- Bombax buonopozense P.Beauv.
- Bombax ceiba L.
- Bombax costatum Pellegr. & Vuillet
- Bombax insigne Wall.

## Además
Este árbol aparece en escudo y bandera de Guinea Ecuatorial.